# Vicus Longus
Il vicus Longus era una strada della VI regio augustea nell'antica Roma. Collegava la Suburra alla sommità del Quirinale nell'area dove furono realizzate le terme di Diocleziano, passando per l'avvallamento tra Quirinale e Viminale.

## Citazioni
Il vicus fu citato da Tito Livio in relazione alla dedica di un altare alla Pudicitia Plebeia nel 296 a.C.. 
Si riporta inoltre che lungo questa strada si trovavano sacelli dedicati a Febris e a Fortuna.
Il nome del vicus compare anche in due iscrizioni di età imperiale.
Un tratto considerevole della parte terminale della strada fu distrutta per l'edificazione delle terme di Diocleziano.

## Descrizione
Il vicus Longus si staccava, assieme al vicus Patricius dall'Argileto. Quindi risaliva la valle tra Quirinale e Viminale e si univa all'Alta Semita all'interno della Porta Collina, in prossimità all'incrocio fra le odierna Via Quintino Sella e Via XX Settembre.
Nella parte superiore del percorso, corrispondeva all'odierna Via Nazionale.
La pavimentazione del vicus Longus è stata rinvenuta in più punti: vicino alla Banca d'Italia attraversava la via Nazionale con un angolo di 20 gradi; tra la Banca d'Italia e le terme di Diocleziano proseguiva con la medesima inclinazione rispetto a via Nazionale per circa 1 km.
L'avvallamento in cui passava è stato colmato artificialmente.
A seguito dell'erezione delle terme di Diocleziano, fu realizzata una nuova strada di collegamento tra l'Alta Semita e il Vicus collis Viminalis a sudovest delle terme e il Vicus Longus fu fatto terminare all'incrocio con tale strada.